# Frasdorf
Frasdorf je obec v německé spolkové zemi Bavorsko. Je součástí zemského okresu Rosenheim ve vládním obvodu Horní Bavorsko. Žije zde přibližně 3 100 obyvatel.

## Geografie

### Sousední obce
| Růžice kompasu | Riedering | Prien am Chiemsee | Bernau am Chiemsee | Růžice kompasu |
| Růžice kompasu | Rohrdorf  | Sever             |                    | Růžice kompasu |
| Růžice kompasu | Rohrdorf  | Frasdorf          |                    | Růžice kompasu |
| Růžice kompasu | Rohrdorf  | Jih               |                    | Růžice kompasu |
| Růžice kompasu | Samerberg |                   | Aschau im Chiemgau | Růžice kompasu |